# 張暁彬
張 暁彬（ちょう ぎょうひん、Zhang Xiaobin、1985年2月14日 - ）は、中華人民共和国・河北省張家口市出身の元サッカー選手。現役時代のポジションはミッドフィールダー。

## 経歴

### クラブ

#### 北京国安
2012年、天津泰達から北京国安に移籍した。